# Ijoma Mangold
Ijoma Mangold (* 2. březen 1971, Heidelberg) je německý literární kritik německo-nigerijského původu.

## Životopis
Mangold studoval literaturu a filozofii v Mnichově a Bologni. Poté pracoval u Berliner Zeitung. Od roku 2001 píše sloupek pro Süddeutsche Zeitung. Byl členem komise Ingeborg-Bachmann-Preis a Deutscher Buchpreis pro rok 2007.
V roce 2007 získal Berlínskou cenu za literární kritiku. V zimním semestru 2008/09 působil jako hostující profesor na univerzitě v Göttingenu. Pracuje také pro Die Zeit.
Spolu s Amelií Friedovou moderoval na ZDF literární pořad Die Vorleser.